# Море волнуется раз
«Мо́ре волну́ется раз» — российский художественный фильм 2021 года режиссёра Николая Хомерики с Ольгой Бодровой, Валерием Степановым, Юлией Ауг и Андреем Смоляковым в главных ролях. Был высоко оценён критиками, получил гран-при 32-го кинофестиваля «Кинотавр», а Бодрова удостоилась приза «За лучшую женскую роль».

## Сюжет
Главные герои фильма — Саша и Коля, юная влюблённая пара. Коля постоянно ревнует Сашу, а она всё время на него злится. Пытаясь сбежать от цивилизации, герои отправляются в лес и оказываются в странном ветхом доме, где поселяются на время. Саше мешает быть счастливой её тайна: каждую ночь она видит один и тот же реалистичный и пугающий сон о своём будущем, в котором она уже совсем взрослая, у неё есть семья, дети, но рядом с ней никогда нет взрослого Коли, а из окна своей квартиры она видит, как на город надвигается гигантская морская волна.
Исследуя окрестности, Саша и Коля встречают в соседнем доме зрелую супружескую пару, удивительно похожую на них через много лет. Женщина и мужчина будто являются отражением Саши и Коли, застывшим в будущем. Встреча с незнакомцами оказывается для героев очень важной и способствует переменам в их жизни.

## В ролях
- Ольга Бодрова — Саша
- Валерий Степанов — Коля
- Юлия Ауг — женщина
- Андрей Смоляков — мужчина
- Александр Сотников — Андрей Вадимович

## Производство
Для режиссёра Николая Хомерики фильм стал возвращением в мир авторского кинематографа после ряда коммерческих проектов («Ледокол», «Селфи», «Девятая»). Сценарий был написан Хомерики вместе с Александром Родионовым, работа заняла около трёх лет.
Съёмки проходили в Геленджике. На роли главных героев Хомерики выбрал молодых актёров, студентов театральных училищ — Ольгу Бодрову (дочь Сергея Бодрова-младшего) и Валерия Степанова. Он рассказал в одном из интервью, что «пробовал детдомовских ребят, совсем не профессиональных актёров, потом думал, что можно взять одного профессионального, а другого — нет. Чтобы они друг друга подтягивали. Но в итоге взял двух ребят с опытом. Девушка — Оля Бодрова, отпрашивал её из ГИТИСа, потом выяснилось, что её взяли на главную роль в Мастерскую Фоменко, и пришлось отпрашивать у Каменьковича. Спасибо, что отпустил. А парень — Валерий Степанов — из «Табакерки». Совсем молодой — восемнадцать лет. Думаю, что я правильно поступил, ведь работа была тяжелейшая. Для непрофессиональных актёров нам бы потребовалось совсем другое время, а его не было, мы работали с очень скромным бюджетом».
По словам режиссёра и актёров, на съёмках было много импровизационных сцен, группа работала без чёткого деления на дубли и сигналов «стоп».

## Оценки
Премьера фильма состоялась на 32-м Открытом российском кинофестивале «Кинотавр», проходившем с 18 по 25 сентября 2021 года в Сочи. Первые оценки критиков были противоречивыми, многие зрители уходили из зала, не дождавшись конца просмотра. Тем не менее картина завоевала главный приз фестиваля, а Ольга Бодрова получила награду за лучшую женскую роль. 9 декабря того же года фильм вышел в широкий российский прокат.
Позже рецензенты писали, что возвращение Хомерики в авторский кинематограф можно считать удачным: по мнению Владислава Шуравина из «Фильм.ру», "Хомерики-художник по-прежнему способен творить — пускай дрожащей рукой и высохшими красками, но жизни в его старой палитре больше, чем у многих дебютантов «Кинотавра». Валерий Кичин из «Российской газеты» охарактеризовал «Море волнуется раз» как «картину рекордно медленную, полную шифров, которые нужно разгадывать, так и не найдя удовлетворительного ответа», и в силу этого обречённую на прокатную неудачу. Для Егора Москвитина («РБК») это фильм «цельный и неповторимый», за которым «стоит большое чувство», для Василия Степанова («Коммерсантъ») — «фильм-парабола, символическое обобщение в духе Терренса Малика».
В журнале «Искусство кино» фильм сравнивали с зарубежными фестивальными фильмами 2000-х годов: по словам Даниила Ляховича, «так когда-то снимали Дарденны, Педру Кошта середины нулевых и Рейгадас. Кажется, что теперь этот язык устарел. Но не для темы и мира фильма Хомерики. Его картина — тот случай, когда тема и форма органичны друг другу». Сам режиссёр рассказывал о якобы устаревшей манере съёмки: «Много кому показывал, все отказывались под тем или иным предлогом. В основном говорили, что текст сложный, говорили, что ничего не поняли. Я не в первый раз делаю фильм с Сашей Родионовым, каждый раз одно и то же. Так что я искал какой-то момент доверия. Но тот, кто понял, говорил в духе: „Ну кому это надо! Такое кино было уже в 1990-х. Оно никому не нужно. Сейчас современное фестивальное кино другое“. Но мне-то какая разница, какое сейчас современное кино? Я же делаю, что могу делать».